# Lyrodus turnerae
Lyrodus turnerae is een tweekleppigensoort uit de familie van de Teredinidae. De wetenschappelijke naam van de soort is voor het eerst geldig gepubliceerd in 2012 door MacIntosh.